# Маха-Бандула
Банду́ла (Ма́ха Банду́ла) (ок. 1780 — 1 апреля 1825, Данубью) — бирманский полководец начала XIX века, главнокомандующий Бирманской армии времён Первой англо-бирманской войны. Был ключевой фигурой при проведении экспансионистской политики династии Конбаун в Манипуре и Ассаме, которая в итоге привела к падению династии. Генерал, погибший в бою, считается национальным героем Мьянмы за свои достижения в борьбе с британцами. В его честь названы многие места в Мьянме.

## Ранние годы
Маха Бандула (детское имя Маун Йи) родился 6 ноября 1782 года. Он был первенцем в семье, позже у него появились 2 брата и сестра. Как и большинство мальчиков того времени в Бирме, в 6 лет он пошёл учиться в буддийский монастырь, но был вынужден покинуть его в 13 лет в результате смерти своего отца от болезни. Ему рано пришлось принять на себя ответственность за семью. Маун Ий работал с матерью на сезамовых полях и присматривал за младшими братьями и сестрой. Несколькими годами позже он женился на девушке по имени Мин Бу и у них родился сын Чан Джи.

## Военная карьера
Военная деятельность Бандулы проходила в условиях, когда, государство бирманской династии Конбаунов превратилось в самую мощную державу на Индокитайском полуострове. Он возглавлял походы бирманской армии в Ассам (Индия) в начале 20-х годов, в результате которых это княжество было присоединено к Бирме.
Во время Первой англо-бирманской войны 1824—26 годов, возглавляя бирманские войска, в мае 1824 вступил на территорию Бенгалии; одержал ряд побед над индийскими войсками британской Ост-Индской компании. В декабре 1824 года Бандула предпринял широкое наступление на английские позиции в районе Рангуна, но потерпел поражение и был вынужден отступить к Данубью, ведя активные арьергардные бои.
В марте 1825 года, укрепив оборонительные позиции бирманцев, защищал Данубью от войск интервентов. Погиб во время артиллерийского обстрела.